# Синтетическое жидкое топливо
Синтети́ческое жи́дкое то́пливо — горючие жидкости, синтезируемые (искусственно получаемые синтетическим путём) из смеси газов (CO и H2), применяемые в качестве моторного топлива для двигателей внутреннего сгорания. В настоящее время производится в ограниченном количестве.

## История
Исследования по синтезу жидкого моторного топлива начались в Германии ещё до Первой мировой войны. В 1915 году Фридрих Бергиус построил первый опытный завод по производству синтетического топлива в Рейнау, близ Мангейма. За разработку своего метода производства синтетического топлива, получившего впоследствии название «бергинизация», Бергиус и президент IG Farbenindustrie Карл Бош в 1931 году получили Нобелевскую премию в области химии. Второй базовый метод получения синтетического топлива был к 1926 году разработан Францем Фишером и Хансом Тропшем. Первым заводом, на котором началось производство синтетического топлива в промышленных масштабах, стал завод в городе Лойна (отсюда термин «лойна-бензин»). Себестоимость этого топлива была очень высокой и производить его было экономически невыгодно, однако после прихода нацистов к власти в Германии в 1933 году они избрали курс на автаркию, то есть на уменьшение зависимости Германии от импорта. Это имело важнейшее значение для подготовки к войне. В 1936 году была утверждена программа по шестикратному увеличению производства синтетического топлива. В 1938 году начали работать первые 7 заводов, работающих по методу бергинизации (к концу года они дали 1,6 млн. тонн топлива), а в следующем году — ещё 7 заводов, работающих по методу Фишера-Тропша, на буром угле. Все заводы быстро вышли на запланированную производственную мощность. Доля синтетического топлива в общем топливном балансе Германии стала стремительно возрастать и уже в 1940 году производство синтетического топлива покрыло более трети всей потребности Германии в топливе. 
Таким образом, нацистская Германия во время Второй мировой войны в значительной степени удовлетворяла свои нужды в моторном топливе за счёт создания собственных производственных мощностей по переработке угля в жидкое топливо. Органический синтез осуществлялся в присутствии катализатора на основе кобальта, при температуре +170…200°С и давлении 0,1—1 Мн/м2 (1—10 am). На выходе получали:
- бензин (когазин 1 или синтин) с октановым числом 40—55 (добавление 0,8 мл тетраэтилсвинца на каждый литр бензина повышало его октановое число с 55 до 74),
- высококачественное дизельное топливо (когазин II) с цетановым числом 80—100 и
- твёрдый парафин.

В дальнейшем технология совершенствовалась, а синтез с применением в качестве катализатора соединения на основе железа, который проводился при температуре свыше +220°С, в условиях повышенного давления 1—3 Мн/м2(10—30 am) позволил получать на выходе высокооктановый бензин. Бензин, синтезируемый по этой технологии, содержал 60—70% олефиновых углеводородов нормального и разветвлённого строения, а его октановое число достигало 75—78.

## Перспективы
В связи с высокой стоимостью и малой эффективностью применяемых катализаторов дальнейшее производство синтетического жидкого топлива из CO и Н2 так и не получило широкого развития. Заслуживает внимания подобная ситуация, которая сложилась в Южной Африке, когда на фоне международных санкций во времена апартеида компания Sasol Limited занималась производством синтетического жидкого топлива, которое помогало экономике этого государства успешно функционировать в условиях международной изоляции.
Итак, дальнейшее расширение производства синтетического жидкого топлива из природных газов и твёрдых горючих ископаемых сдерживается его высокой стоимостью, которая значительно превосходит стоимость топлива, полученного перегонкой сырой нефти. Учёные многих стран мира интенсивно ведут поиск новых экономичных технических решений в области промышленного производства синтетического топлива. Этот поиск направлен, прежде всего, на упрощение уже известных технологических процессов:
- снижение давления при ожижении угля до 100 атмосфер и ниже,
- увеличение производительности газогенераторов для переработки угля, горючих сланцев и природных газов,
- разработку новых катализаторов синтеза метанола и бензина, созданного на его основе.

Кроме того, немаловажной проблемой при производстве синтетического жидкого топлива является высокое потребление воды: до 5—7 литров на каждый литр топлива.

## Принцип метода
Синтетическое жидкое топливо, как правило, синтезируют из смеси окиси углерода (CO) и водорода (H2), получаемой из природных газов и угля в процессе конверсии газов и газификации топлива. Синтез осуществляется в присутствии катализаторов (Ni, Со, Fe и других) при повышенных температурах и в условиях повышенного давления (метод Фишера и Тропша). В зависимости от условий технологического процесса, получаемое синтетическое жидкое топливо содержит углеводороды (олефины, парафины) в основном нормального строения (неразветвлённые). Также (синтетическим путём) получают различные добавки к топливу для повышения антидетонационных свойств и октанового числа:
- изооктан — продукт каталитического алкилирования изобутана бутиленами;
- полимербензин — продукт каталитической полимеризации пропан-пропиленовой фракции и другие.